# Ortospana
Ortospana (grec: Ὀρτόσπανα) o Cabura (grec: Κάβουρα) regat pel Cofèn un afluent de l'Indus, fou una antiga ciutat de Bactriana que correspon probablement a la moderna Kabul. És esmentada també com Ortospanum (Plini el Vell). Ptolemeu esmenta a un poble anomenat kabolitai en aquesta regió.